# Larvotto

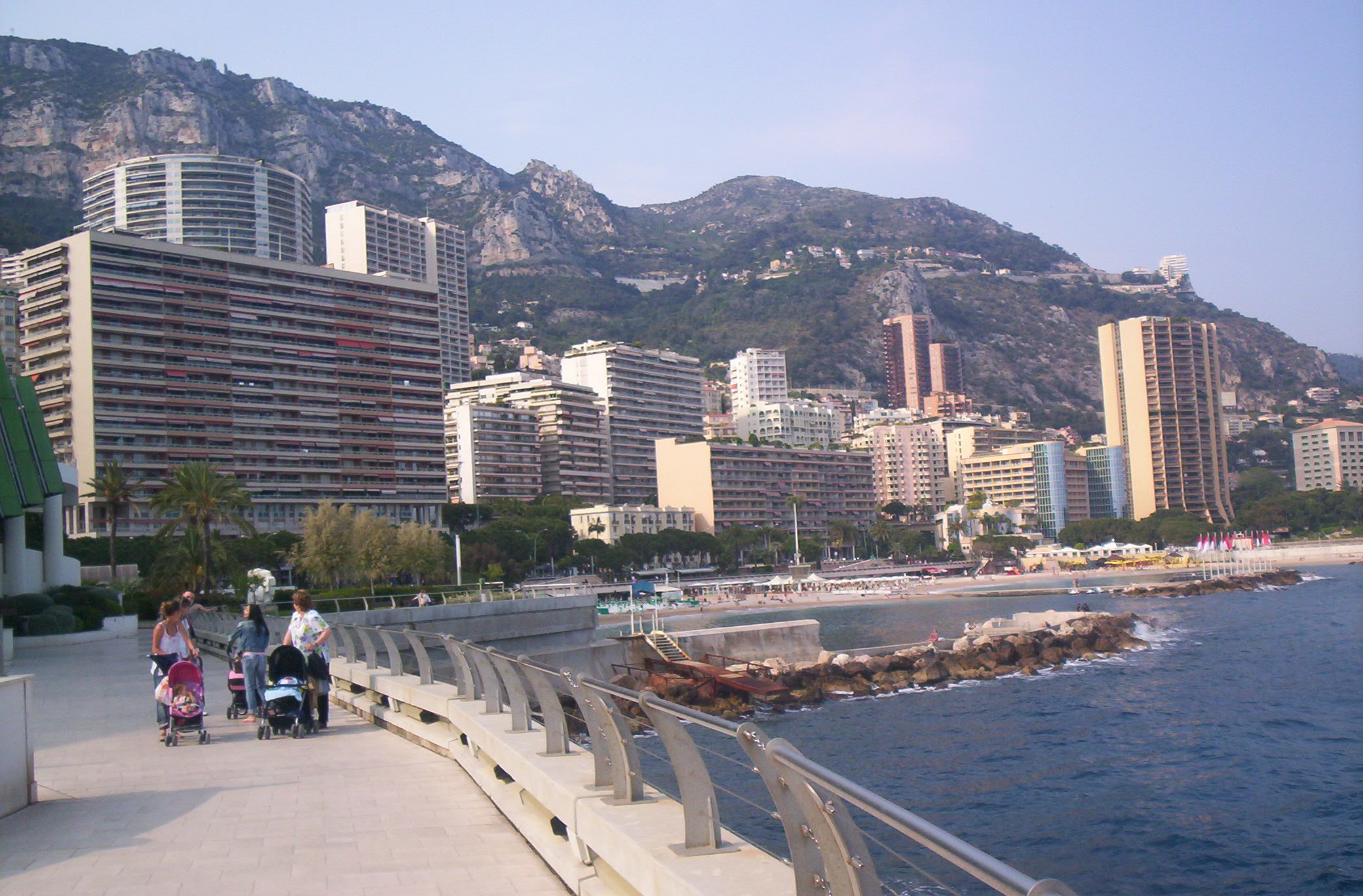
Vista para Larvotto Beach.

Larvotto (ou Larvotto Terano) é uma das principais praias de Mónaco. Constitui um dos dez bairros do Mónaco.